# Taça de Portugal 2020/21
Die Taça de Portugal 2020/21 war die 81. Austragung des portugiesischen Pokalwettbewerbs. Er wurde vom portugiesischen Fußballverband ausgetragen. Pokalsieger wurde Sporting Braga, das sich im Finale gegen Benfica Lissabon durchsetzte.
In der ersten Runde wurden die 110 Teilnehmer in acht regionale Gruppen eingeteilt. Dies ermöglichte kürzere Reisen und verbesserte die Spiele mit größerer regionaler Rivalität. 21 weitere Vereine erhielten ein Freilos und starteten in der zweiten Runde.
Die Mannschaften aus der zweitklassigen Liga Portugal 2, die in der zweiten Runde einstiegen, mussten gemäß der Wettbewerbsbestimmungen auswärts antreten. Das Gleiche galt für die Teams der Primeira Liga in der dritten Runde. Ab der vierten Runde wurde dann ohne Beschränkungen gelost.
Das Halbfinale wurden in Hin- und Rückspiel ausgetragen. Alle anderen Begegnungen wurden in einem Spiel entschieden. Bei unentschiedenem Ausgang wurde das Spiel um zweimal 15 Minuten verlängert, und wenn nötig im anschließenden Elfmeterschießen entschieden.

## Teilnehmende Teams
| Primeira Liga (18) | Primeira Liga (18) | Liga Portugal 2 (16) | Liga Portugal 2 (16) |
| --- | --- | --- | --- |
| - Belenenses SAD - Benfica Lissabon - Sporting Braga - Boavista Porto - SC Farense - Gil Vicente FC - FC Famalicão - Marítimo Funchal - Moreirense FC | - Nacional Funchal - FC Paços de Ferreira - Portimonense SC - FC Porto - Rio Ave FC - CD Santa Clara - Sporting Lissabon - CD Tondela - Vitória Guimarães | - Académica de Coimbra - Académico de Viseu FC - FC Arouca - Casa Pia AC - GD Chaves - SC Covilhã - GD Estoril Praia - CD Feirense | - Leixões SC - CD Mafra - UD Oliveirense - FC Penafiel - CD Cova da Piedade - Varzim SC - UD Vilafranquense - FC Vizela |
| Campeonato de Portugal (88) | | | |
| - RD Águeda * - Águia FC Vimioso - CD Alcains - SC Mineiro Aljustrelense - FC Alverca - CF Estrela Amadora - Amarante FC - Amora FC * - Anadia FC - GD Fabril do Barreiro - SC Beira-Mar - Benfica e Castelo Branco - Berço SC - GD Bragança - Brito SC - Caldas SC * - AD Camacha - CSD Câmara de Lobos - CF Canelas 2010 - CD Carapinheirense - AD Castro Daire - CD Cerveira | - SC Coimbrões - Condeixa ACD - Desportivo Aves - SU 1º Dezembro - SC Espinho * - Juventude Évora - AD Fafe - CD Fátima - FC Felgueiras 1932 - GD Fontinhas * - Gondomar SC - SC Ideal - CF Esperança Lagos * - Leça FC - Louletano DC - GS Loures - SC Lourinhanense - Lusitânia Lourosa - Lusitano GC Évora - Lusitano FC Vildemoinhos - SC Maria da Fonte - AC Marinhense | - Merelinense FC * - SC Mirandela - LGC Moncarapachense - Mondinense FC - CDC Montalegre - Olímpico Montijo * - Mortágua FC * - Moura AC - ARC Oleiros - SC Olhanense - FC Oliveira Hospital - Oriental Dragon FC - Clube Oriental de Lisboa * - USC Paredes - GR Amigos da Paz - FC Pedras Rubras - CA Pêro Pinheiro - Pevidém SC - CD Pinhalnovense - SC Praiense - CD Rabo Peixe - Real SC Queluz | - SG Sacavenense - SC Salgueiros * - AD Sanjoanense - UD Santarém - SC São João de Ver - AR São Martinho - Sertanense FC - Vitória Sernache - Vitória Setúbal * - Sport União Sintrense - FC Tirsense - CD Trofense - SC União Torreense - União de Almeirim - União Leiria - União Madeira - Valadares Gaia FC - SC Vianense - Vidago FC * - CCDR Vila Cortêz Mondego - Vilaverdense FC - SC Vila Real |
| Distrikte (43) | | | |
| - AE Africanos Bragança * - ADRC Aguiar Beira - GD Águias Moradal - FC Amares - CCR Alqueidão Serra - Ançã FC - Atlético CP - CR Ferreira de Aves - FC Barreirense - Caçadores Taipas - GD Calvão | - CD Cinfães - FC Crato - Lusitano Évora 1911 - Fayal SC - AD Fazendense - FC Ferreiras - FC Foz - SC Guadalupe - AD Limianos - SC Lusitânia - FC Madalena | - SC Mêda - Desportivo de Monção * - AD Ovarense * - CD Portalegrense - AD Porto da Cruz - AD Portomosense - CD Praia Milfontes - CD Rebordelo * - FC Santa Marta - GD São Roque - GD Sesimbra * | - UD Tocha - União Culatrense - União Ericeirense - União Idanhense * - União de Montemor * - União de Tomar - FC Vale Formoso - CF Vasco da Gama - AC Vila Meã - GD Vilar de Perdizes * |

## 1. Runde
Teilnehmer waren 88 Vereine aus der drittklassigen Campeonato de Portugal und 43 Vereine der Distriktverbände. Davon erhielten insgesamt 21 Vereine ein Freilos. Reservemannschaften von Profiklubs waren nicht teilnahmeberechtigt.

### Série A
| Datum      |                   | Ergebnis  |                 |
| ---------- | ----------------- | --------- | --------------- |
| 26.09.2020 | FC Amares         | 0:1       | SC Vianense     |
| 26.09.2020 | Berço SC          | 1:2       | Vilaverdense FC |
| 26.09.2020 | GD Bragança       | 0:1       | AD Limianos     |
| 27.09.2020 | Águia FC Vimioso  | 1:2 n. V. | SC Mirandela    |
| 27.09.2020 | Caçadores Taipas  | 0:3       | AD Fafe         |
| 27.09.2020 | SC Maria da Fonte | 1:2       | CDC Montalegre  |
| 27.09.2020 | CD Cerveira       | 2:0       | Brito SC        |

### Série B
| Datum      |                    | Ergebnis              |                 |
| ---------- | ------------------ | --------------------- | --------------- |
| 26.09.2020 | AD Porto da Cruz   | 1:4                   | AD Camacha      |
| 27.09.2020 | FC Pedras Rubras   | 2:1 n. V.             | Amarante FC     |
| 27.09.2020 | SC Vila Real       | 1:0 n. V.             | Mondinense FC   |
| 27.09.2020 | CD Trofense        | 0:0 n. V. (7:6 i. E.) | AC Vila Meã     |
| 27.09.2020 | FC Felgueiras 1932 | 0w. o. 1              | Desportivo Aves |
| 27.09.2020 | AR São Martinho    | 2:0 n. V.             | Pevidém SC      |
| 07.10.2020 | União Madeira      | 0:5                   | FC Tirsense     |

### Série C
| Datum      |                     | Ergebnis |                   |
| ---------- | ------------------- | -------- | ----------------- |
| 27.09.2020 | SC Coimbrões        | 1:2      | Valadares Gaia FC |
| 27.09.2020 | CF Canelas 2010     | 2:0      | FC Foz            |
| 27.09.2020 | Gondomar SC         | 7:0      | SC Mêda           |
| 27.09.2020 | CSD Câmara de Lobos | 2:1      | Leça FC           |
| 27.09.2020 | SC São João de Ver  | 1:0      | Lusitânia Lourosa |
| 27.09.2020 | USC Paredes         | 1:0      | AD Castro Daire   |
| 27.09.2020 | FC Santa Marta      | 2:0      | CD Cinfães        |

### Série D
| Datum      |                          | Ergebnis              |                          |
| ---------- | ------------------------ | --------------------- | ------------------------ |
| 26.09.2020 | SC Beira-Mar             | 1:0                   | FC Oliveira Hospital     |
| 27.09.2020 | Anadia FC                | 2:0 n. V.             | Condeixa ACD             |
| 27.09.2020 | Ançã FC                  | 2:1                   | UD Tocha                 |
| 27.09.2020 | ADRC Aguiar Beira        | 1:4                   | CCDR Vila Cortêz Mondego |
| 27.09.2020 | CR Ferreira de Aves      | 0:1                   | AD Sanjoanense           |
| 27.09.2020 | GD Calvão                | 0:1                   | CD Carapinheirense       |
| 27.09.2020 | Lusitano FC Vildemoinhos | 0:0 n. V. (6:5 i. E.) | GD Águias Moradal        |

### Série E
| Datum      |                  | Ergebnis              |                          |
| ---------- | ---------------- | --------------------- | ------------------------ |
| 27.09.2020 | FC Crato         | 0:4                   | União Leiria             |
| 27.09.2020 | GR Amigos da Paz | 2:1                   | CCR Alqueidão Serra      |
| 27.09.2020 | União de Tomar   | 2:3                   | AD Portomosense          |
| 27.09.2020 | CD Fátima        | 0:3                   | ARC Oleiros              |
| 27.09.2020 | Sertanense FC    | 1:0                   | Benfica e Castelo Branco |
| 27.09.2020 | CD Portalegrense | 00:11                 | AC Marinhense            |
| 27.09.2020 | CD Alcains       | 2:2 n. V. (3:4 i. E.) | Vitória Sernache         |

### Série F
| Datum      |                    | Ergebnis  |                       |
| ---------- | ------------------ | --------- | --------------------- |
| 27.09.2020 | CA Pêro Pinheiro   | 1:0 n. V. | SC Praiense           |
| 27.09.2020 | FC Alverca         | 0w. o. 2  | SC Guadalupe          |
| 27.09.2020 | SG Sacavenense     | 2:0       | Sport União Sintrense |
| 27.09.2020 | SC União Torreense | 3:0       | União de Almeirim     |
| 07.10.2020 | AD Fazendense      | 0:2       | SU 1º Dezembro        |
| 07.10.2020 | União Ericeirense  | 0:3       | GS Loures             |
| 21.10.2020 | SC Lourinhanense   | 00:3 3    | UD Santarém           |

### Série G
| Datum      |                       | Ergebnis |                    |
| ---------- | --------------------- | -------- | ------------------ |
| 27.09.2020 | CD Pinhalnovense      | 2:0      | Atlético CP        |
| 27.09.2020 | SC Ideal              | 4:0      | FC Vale Formoso    |
| 27.09.2020 | GD São Roque          | 0:3      | CF Estrela Amadora |
| 27.09.2020 | Real SC Queluz        | 0w. o. 2 | SC Lusitânia       |
| 27.09.2020 | FC Barreirense        | 0w. o. 2 | FC Madalena        |
| 27.09.2020 | GD Fabril do Barreiro | 2:0      | CD Rabo Peixe      |
| 27.09.2020 | Oriental Dragon FC    | 0w. o. 2 | Fayal SC           |

### Série H
| Datum      |                          | Ergebnis              |                     |
| ---------- | ------------------------ | --------------------- | ------------------- |
| 27.09.2020 | SC Olhanense             | 0:2                   | Lusitano GC Évora   |
| 27.09.2020 | SC Mineiro Aljustrelense | 1:0 n. V.             | CD Praia Milfontes  |
| 27.09.2020 | Lusitano Évora 1911      | 0:0 n. V. (3:4 i. E.) | LGC Moncarapachense |
| 27.09.2020 | CF Vasco da Gama         | 1:2 n. V.             | Juventude Évora     |
| 05.10.2020 | Moura AC                 | 2:0                   | União Culatrense    |
| 07.10.2020 | FC Ferreiras             | 2:2 n. V. (4:2 i. E.) | Louletano DC        |

## 2. Runde
Zu den 76 qualifizierten Teams aus der 1. Runde kamen 16 Vereine aus der Liga Portugal 2. Diese mussten auswärts antreten. Reservemannschaften von Profiklubs waren nicht teilnahmeberechtigt.
| Datum      |                       | Ergebnis              |                          |
| ---------- | --------------------- | --------------------- | ------------------------ |
| 09.10.2020 | Sertanense FC         | 0:4                   | GD Estoril Praia         |
| 10.10.2020 | Caldas SC             | 1:1 n. V. (4:5 i. E.) | SC Covilhã               |
| 10.10.2020 | AD Ovarense           | 1:2 n. V.             | Oriental Dragon FC       |
| 10.10.2020 | União de Montemor     | 0:2                   | CD Feirense              |
| 10.10.2020 | Vidago FC             | 1:5                   | UD Vilafranquense        |
| 10.10.2020 | GD Fontinhas          | 1:0                   | CD Mafra                 |
| 10.10.2020 | CF Esperança Lagos    | 1:3                   | FC Penafiel              |
| 10.10.2020 | CF Estrela Amadora    | 2:0                   | Lusitano FC Vildemoinhos |
| 11.10.2020 | Juventude Évora       | 1:3                   | Académica de Coimbra     |
| 11.10.2020 | AD Limianos           | 2:1 n. V.             | SC Mineiro Aljustrelense |
| 11.10.2020 | CDC Montalegre        | 3:1                   | CCDR Vila Cortêz Mondego |
| 11.10.2020 | AR São Martinho       | 1:2                   | USC Paredes              |
| 11.10.2020 | SC Vila Real          | 2:3                   | Casa Pia AC              |
| 11.10.2020 | AE Africanos Bragança | 0:5                   | FC Arouca                |
| 11.10.2020 | CD Cerveira           | 0:2                   | Clube Oriental de Lisboa |
| 11.10.2020 | FC Santa Marta        | 1:5                   | Leixões SC               |
| 11.10.2020 | Ançã FC               | 2:2 n. V. (3:4 i. E.) | SG Sacavenense           |
| 11.10.2020 | GR Amigos da Paz      | 1:4                   | CD Cova da Piedade       |
| 11.10.2020 | AD Sanjoanense        | 0:0 n. V. (4:2 i. E.) | CF Canelas 2010          |
| 11.10.2020 | LGC Moncarapachense   | 1:2                   | Anadia FC                |
| 11.10.2020 | Amora FC              | 1:0 n. V.             | FC Ferreiras             |
| 11.10.2020 | SU 1º Dezembro        | 1:2                   | União Leiria             |
| 11.10.2020 | AD Portomosense       | 0:3                   | Real SC Queluz           |
| 11.10.2020 | SC Espinho            | 1:0                   | GD Chaves                |
| 11.10.2020 | Moura AC              | 0:2                   | SC Beira-Mar             |
| 11.10.2020 | Vitória Sernache      | 0:2                   | GD Fabril do Barreiro    |
| 11.10.2020 | ARC Oleiros           | 3:2                   | SC Mirandela             |
| 11.10.2020 | CD Trofense           | 4:2                   | RD Águeda                |
| 11.10.2020 | CA Pêro Pinheiro      | 0:1                   | AD Fafe                  |
| 11.10.2020 | SC São João de Ver    | 0:1 n. V.             | AC Marinhense            |
| 11.10.2020 | Lusitano GC Évora     | 2:1 n. V.             | Mortágua FC              |
| 11.10.2020 | União Idanhense       | 0:8                   | SC União Torreense       |
| 11.10.2020 | CSD Câmara de Lobos   | 0:2                   | FC Vizela                |
| 11.10.2020 | CD Carapinheirense    | 0:2                   | CD Pinhalnovense         |
| 11.10.2020 | GS Loures             | 0:2                   | Gondomar SC              |
| 11.10.2020 | GD Sesimbra           | 1:4                   | UD Oliveirense           |
| 11.10.2020 | SC Vianense           | 0:1                   | GD Vilar de Perdizes     |
| 11.10.2020 | Desportivo de Monção  | 2:0                   | FC Barreirense           |
| 11.10.2020 | SC Ideal              | 0:0 n. V. (3:4 i. E.) | Merelinense FC           |
| 11.10.2020 | FC Alverca            | 2:1                   | AD Camacha               |
| 21.10.2020 | FC Tirsense           | 2:3                   | Olímpico Montijo         |
| 28.10.2020 | Vilaverdense FC       | 1:1 n. V. (5:4 i. E.) | UD Santarém              |
| 28.10.2020 | CD Rebordelo          | 1:3                   | Varzim SC                |
| 28.10.2020 | FC Felgueiras 1932    | 2:1                   | Valadares Gaia FC        |
| 28.10.2020 | Vitória Setúbal       | 0:1                   | Académico de Viseu FC    |
| 11.11.2020 | FC Pedras Rubras      | 2:3                   | SC Salgueiros            |

## 3. Runde
Zu den 46 Siegern der 2. Runde kamen die 18 Vereine der Primera Liga hinzu. Diese mussten auswärts antreten
| Datum      |                          | Ergebnis              |                       |
| ---------- | ------------------------ | --------------------- | --------------------- |
| 20.11.2020 | ARC Oleiros              | 0:0 n. V. (2:4 i. E.) | Gil Vicente FC        |
| 20.11.2020 | CD Feirense              | 0:1                   | Amora FC              |
| 20.11.2020 | União Leiria             | 1:0                   | Portimonense SC       |
| 21.11.2020 | Oriental Dragon FC       | 1:1 n. V. (3:4 i. E.) | Leixões SC            |
| 21.11.2020 | Clube Oriental de Lisboa | 0:3                   | FC Famalicão          |
| 21.11.2020 | CDC Montalegre           | 2:3                   | Académico de Viseu FC |
| 21.11.2020 | GD Fabril do Barreiro    | 0:2                   | FC Porto              |
| 21.11.2020 | AC Marinhense            | 1:1 n. V. (3:5 i. E.) | CD Cova da Piedade    |
| 21.11.2020 | FC Arouca                | 0:0 n. V. (6:7 i. E.) | Vitória Guimarães     |
| 21.11.2020 | CD Trofense              | 1:2                   | Sporting Braga        |
| 21.11.2020 | USC Paredes              | 0:1                   | Benfica Lissabon      |
| 22.11.2020 | AD Limianos              | 1:2                   | GD Fontinhas          |
| 22.11.2020 | SC União Torreense       | 2:0                   | FC Alverca            |
| 22.11.2020 | AD Fafe                  | 5:1                   | GD Vilar de Perdizes  |
| 22.11.2020 | FC Felgueiras 1932       | 0:1                   | CD Tondela            |
| 22.11.2020 | SC Espinho               | 2:1                   | Gondomar SC           |
| 22.11.2020 | Anadia FC                | 2:1                   | CD Pinhalnovense      |
| 22.11.2020 | Vilaverdense FC          | 2:3                   | Olímpico Montijo      |
| 22.11.2020 | Desportivo de Monção     | 1:2                   | Rio Ave FC            |
| 22.11.2020 | SC Beira-Mar             | 1:3                   | CD Santa Clara        |
| 22.11.2020 | Merelinense FC           | 0:1                   | Moreirense FC         |
| 22.11.2020 | UD Oliveirense           | 0:4                   | FC Paços de Ferreira  |
| 22.11.2020 | FC Vizela                | 0:1 n. V.             | Boavista Porto        |
| 23.11.2020 | SC Salgueiros            | 2:1                   | SC Covilhã            |
| 23.11.2020 | FC Penafiel              | 2:3 n. V.             | Marítimo Funchal      |
| 23.11.2020 | Real SC Queluz           | 0:2                   | Belenenses SAD        |
| 23.11.2020 | Académica de Coimbra     | 1:0                   | Varzim SC             |
| 23.11.2020 | SG Sacavenense           | 1:7                   | Sporting Lissabon     |
| 25.11.2020 | Casa Pia AC              | 2:3 n. V.             | Nacional Funchal      |
| 03.12.2020 | CF Estrela Amadora       | 2:0                   | SC Farense            |
| 03.12.2020 | GD Estoril Praia         | 5:0                   | Lusitano GC Évora     |
| 09.12.2020 | UD Vilafranquense        | 2:1                   | AD Sanjoanense        |

## 4. Runde
Ab dieser Runde wurde die Paarungen ohne Beschränkung der Ligazugehörigkeit gelost.
| Datum      |                       | Ergebnis              |                      |
| ---------- | --------------------- | --------------------- | -------------------- |
| 11.12.2020 | Académico de Viseu FC | 3:0                   | Académica de Coimbra |
| 11.12.2020 | Sporting Lissabon     | 3:0                   | FC Paços de Ferreira |
| 12.12.2020 | GD Fontinhas          | 1:1 n. V. (3:4 i. E.) | AD Fafe              |
| 12.12.2020 | Rio Ave FC            | 2:1                   | FC Famalicão         |
| 12.12.2020 | GD Estoril Praia      | 2:1                   | Boavista Porto       |
| 13.12.2020 | CD Cova da Piedade    | 2:3 n. V.             | Moreirense FC        |
| 13.12.2020 | Vitória Guimarães     | 0:1                   | CD Santa Clara       |
| 13.12.2020 | FC Porto              | 2:1                   | CD Tondela           |
| 13.12.2020 | Benfica Lissabon      | 5:0                   | UD Vilafranquense    |
| 14.12.2020 | SC União Torreense    | 1:0                   | Amora FC             |
| 14.12.2020 | Anadia FC             | 0:1                   | CF Estrela Amadora   |
| 14.12.2020 | Olímpico Montijo      | 0:7                   | Sporting Braga       |
| 23.12.2020 | Marítimo Funchal      | 2:1 n. V.             | SC Salgueiros        |
| 23.12.2020 | União Leiria          | 0:3                   | Gil Vicente FC       |
| 23.12.2020 | Belenenses SAD        | 3:0 n. V.             | SC Espinho           |
| 23.12.2020 | Nacional Funchal      | 3:1                   | Leixões SC           |

## Achtelfinale
| Datum      |                    | Ergebnis  |                       |
| ---------- | ------------------ | --------- | --------------------- |
| 11.01.2021 | Marítimo Funchal   | 2:0       | Sporting Lissabon     |
| 12.01.2021 | Rio Ave FC         | 1:2       | GD Estoril Praia      |
| 12.01.2021 | Moreirense FC      | 1:2       | CD Santa Clara        |
| 12.01.2021 | Nacional Funchal   | 2:4 n. V. | FC Porto              |
| 12.01.2021 | CF Estrela Amadora | 0:4       | Benfica Lissabon      |
| 13.01.2021 | Sporting Braga     | 5:0       | SC União Torreense    |
| 14.01.2021 | AD Fafe            | 2:3 n. V. | Belenenses SAD        |
| 14.01.2021 | Gil Vicente FC     | 2:1 n. V. | Académico de Viseu FC |

## Viertelfinale
| Datum      |                  | Ergebnis  |                  |
| ---------- | ---------------- | --------- | ---------------- |
| 27.01.2021 | Marítimo Funchal | 1:3 n. V. | GD Estoril Praia |
| 28.01.2021 | Benfica Lissabon | 3:0       | Belenenses SAD   |
| 29.01.2021 | Sporting Braga   | 2:1       | CD Santa Clara   |
| 29.01.2021 | Gil Vicente FC   | 0:2       | FC Porto         |

## Halbfinale
| Datum                   |                  | Gesamt |                  | Hinspiel | Rückspiel |
| ----------------------- | ---------------- | ------ | ---------------- | -------- | --------- |
| 10.02.2021 / 03.03.2021 | Sporting Braga   | 4:3    | FC Porto         | 1:1      | 3:2       |
| 11.02.2021 / 04.03.2021 | GD Estoril Praia | 1:5    | Benfica Lissabon | 1:3      | 0:2       |

## Finale
| Paarung          | Sporting Braga – Benfica Lissabon |
| Ergebnis         | 2:0 (1:0) |
| Datum            | 23. Mai 2021 um 20:30 Uhr |
| Stadion          | Estádio Cidade de Coimbra, Coimbra |
| Zuschauer        | Unter Ausschluss der Öffentlichkeit |
| Schiedsrichter   | Nuno Almeida |
| Tore             | 1:0 Lucas Piazón (45.+3') 2:0 Ricardo Horta (85.) |
| Sporting Braga   | Matheus – Ricardo Esgaio , Vítor Tormena, Raul Silva, Nuno Sequeira – Ricardo Horta, Ali Musrati (75. André Horta), André Castro (70. João Novais), Galeno – Abel Ruiz (87. Andraž Šporar), Lucas Piazón Cheftrainer: Carlos Carvalhal                                                 |
| Benfica Lissabon | Helton Leite – Jan Vertonghen, Nicolás Otamendi, Morato (81. Chiquinho) – Diogo Gonçalves (57. Nuno Tavares), Julian Weigl, Adel Taarabt, Alejandro Grimaldo – Pizzi (21. Odisseas Vlachodimos), Haris Seferović (57. Darwin Núñez), Everton (57. Rafa Silva) Cheftrainer: Jorge Jesus |
| Gelbe Karten     | Ricardo Esgaio, Ali Musrati, João Novais – Rafa Silva, Nuno Tavares, Nicolás Otamendi, Alejandro Grimaldo |
| Platzverweise    | Lucas Piazón (90.+4') – Helton Leite (16.), Adel Taarabt (90.+3') |